# Monte Woods
Il Monte Woods (in lingua inglese: Mount Woods) è una montagna antartica di nuda roccia e a forma di dorsale, alta 1.170 m e situata 8 km a nordest dell'O'Connell Nunatak delle Anderson Hills, nel settore centrale del Patuxent Range dei Monti Pensacola, in Antartide. 
La dorsale è stata mappata dall'United States Geological Survey (USGS) sulla base di rilevazioni e foto aeree scattate dalla U.S. Navy nel periodo 1956-66.
La denominazione è stata assegnata dall'Advisory Committee on Antarctic Names (US-ACAN), in onore di Clifford R. Woods Jr., addetto sanitario presso la Stazione Palmer durante l'inverno 1967.